# Юски (станция)
Ю́ски — железнодорожная станция Ижевского региона Горьковской железной дороги в селе Пугачёво Малопургинского района Удмуртской Республики.
Станция осуществляет продажу билетов на все пассажирские поезда. Прием и выдача багажа не производятся.

## История
Открыта в 1932 году.
В 1990 году электрифицирована в составе участка Агрыз — Ижевск.
В 2021 году была построена вторая платформа, расположенная вдоль и около первого пути станции, тогда как первая платформа расположена вблизи четвёртого пути.

## Движение поездов по станции
Все пригородные железнодорожные перевозки со станции осуществляются пригородной пассажирской компанией «Содружество». По состоянию на 2018 год на станции останавливаются все пригородные поезда, следующие из Ижевска до станций Нижнекамск, Сайгатка (Чайковский), Кизнер, Вятские Поляны, Янаул, Казань-Пассажирская, Красноуфимск и обратно, за исключением поездов 6675 Ижевск — Нижнекамск и 6677 Нижнекамск — Ижевск.
Время движения от станции Ижевск 23 — 34 минуты.
Поезда дальнего следования проходят станцию Юски без остановки.